# São Pedro de Merelim
São Pedro de Merelim ist ein Ort und eine ehemalige Gemeinde (Freguesia) im Norden Portugals.

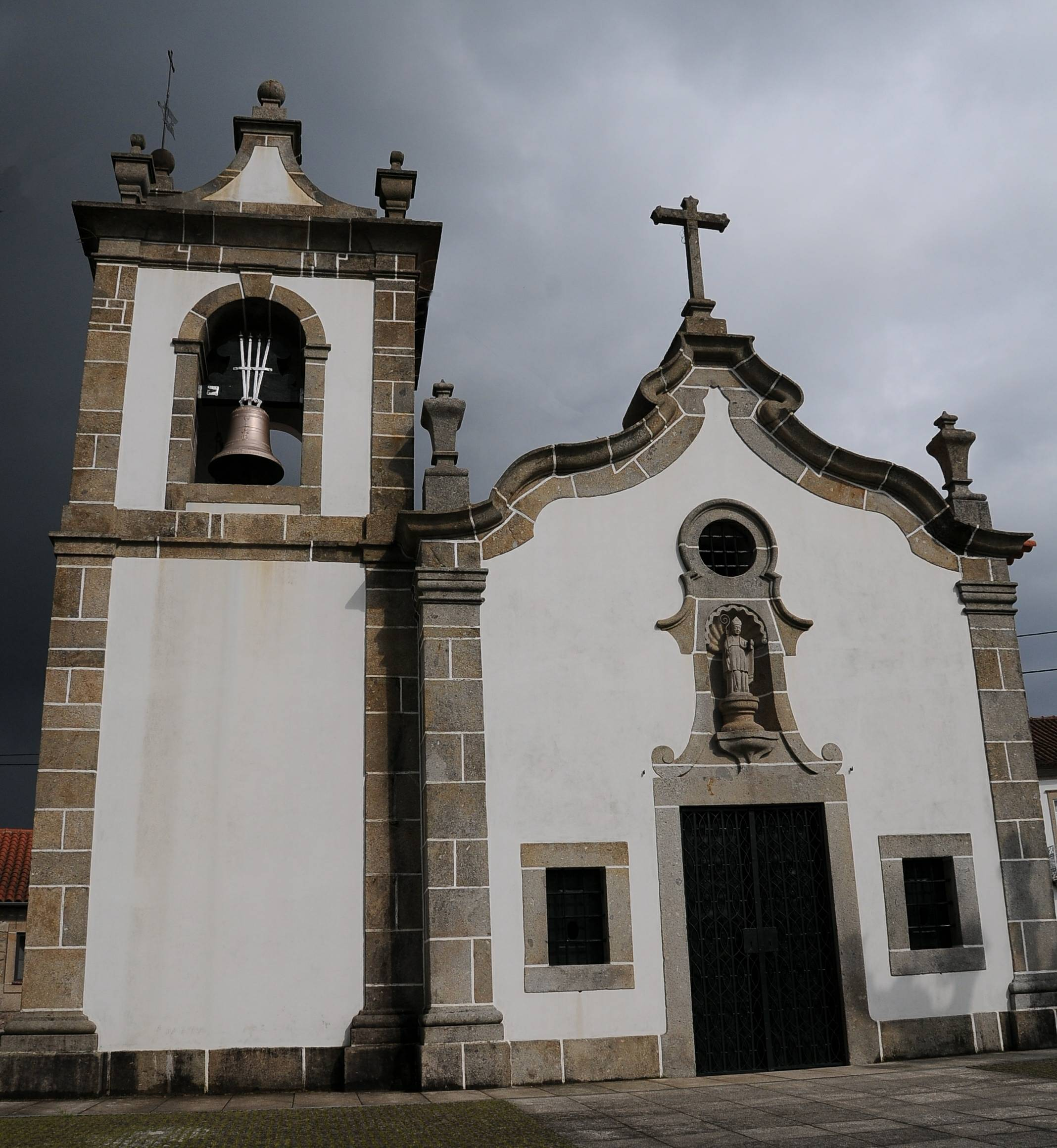
Kapelle São Brás

São Pedro de Merelim gehört zum Kreis Braga im gleichnamigen Distrikt Braga. Die Gemeinde hatte eine Fläche von 1,85 km² und 1926 Einwohner (Stand 30. Juni 2011).
Am 29. September 2013 wurden die Gemeinden Merelim (São Pedro) und Frossos zur neuen Gemeinde União das Freguesias de Merelim (São Pedro) e Frossos zusammengeschlossen. Merelim (São Pedro) ist Sitz dieser neu gebildeten Gemeinde.